# مولنیا (موشک)
مولنیا (به روسی: Молния)، به معنی "رعد و برق")، فهرست جی‌آرآیو (GRAU): 8K78)، به روز شدهٔ موشک مشهور سامیورکا آر-۷؛ (R-7)، موشک بالستیک قاره‌پیمای اتحاد جماهیر شوروی بود و چهار مرحلهٔ پیشرایانه‌ای داشت.
«8K78» نتیجهٔ یک برنامهٔ فشرده توسط دفتر اجرایی کروولف برای ایجاد گونه‌ای تقویت پیشرانه برای پرتاب کاوشگرهای سیاره‌ای بود. مرحلهٔ سوم بزرگتری به همراه مرحلهٔ چهارم (Blok L) که به آن افزوده شد در مدار برای فرستادن بار خود به خارج از مدار نزدیک زمین (LEO) طراحی شده بود. بدنهٔ اصلی R-7 نیز از نظر ساختاری تقویت شده و موتورهای نیرومندتری به آن اختصاص داده شد. این پیشبرد شتاب‌ناک باعث پدید آمدن نقص‌های چندی در قسمت فوقانی این موشک شد، که منجر به جایگزینی آن در سال ۱۹۶۴ با بهبود یافتهٔ مولنیا-ام گردید، اما تعداد کافی برای ادامهٔ پرواز آن‌ها تا سال ۱۹۶۷ باقی مانده بود.
با چند تغییر جزئی، مولنیا (ای ۶) موشکی بود که برای پرتاب برخی از کاوشگرهای برنامه لونا سازگار بود.

## ویژگی‌ها
- طول: ۴۳٫۴۴۰ متر
- قطر: ۱۰٫۳۰۰ متر
- ظرفیت پرتابی: ۳۰۵٬۰۰۰ کیلوگرم